# Prism: Guard Shield
Prism: Guard Shield é um jogo criado pela Guarda Nacional Americana. O jogo se passa num futuro onde o terrorismo está espalhado por todo o país. O jogo retrata a vida de um dos soldados da Prism, Frank. Prism: Guard Shield e um dos mais novos concorrentes do America's Army. O game conta com armas exclusivas algumas tem um  certo parentesco e um bom exemplo disso é Shavoff 7, que tem um semelhança com a espingarda automática Ak-47
```
    O jogo é bem interessante e possui uma ótima jogabilidade, porém peca por possuir apenas 4 fases, mesmo estas sendo dinâmicas e com objetivos múltiplos, pois depois de finalizadas, não resta muita interação com o jogo single player, e se o usuário não contar com internet de boa performance para o jogo multiplayer, o jogo pode ser descartado da máquina.
```

## Armas
Seguindo a linha de vários jogos que procuram dar mais realismo ao disparo das armas, Prism nos traz traços mais reais no manejo das mesmas, tais como as variações de mira causadas pela respiração e o "coice"(recuo) na hora dos disparos, sendo assim, a melhor dica para a hora de usar as armas de fogo do jogo é mirar e efetuar poucos disparos de cada vez, sendo na forma de rajadas curtas de 2 a 4 disparos ou "single shot"( apenas um disparo por vez).
No Prism há pouca variedade de armas, que são:
- Dashkov 12: Pistola de grosso calibre, ideal para ambientes fechados e em casos de urgência;
- Shavoff 7: Rifle de assalto básico, bom para qualquer situação;
- Shikra Mk3: Rifle de precisão, ótimo para eliminar inimigos a longa distância;
- CAG 10: Submetralhadora com alto poder de fogo, a arma perfeita para "encher o inimigo de chumbo";
- ATGL 110: Lançador de foguetes guiados, a última palavra em destruição;
- Shotgun (escopeta): Arma com enorme poder de fogo, ideal para curtas distâncias.